# Allene Tew

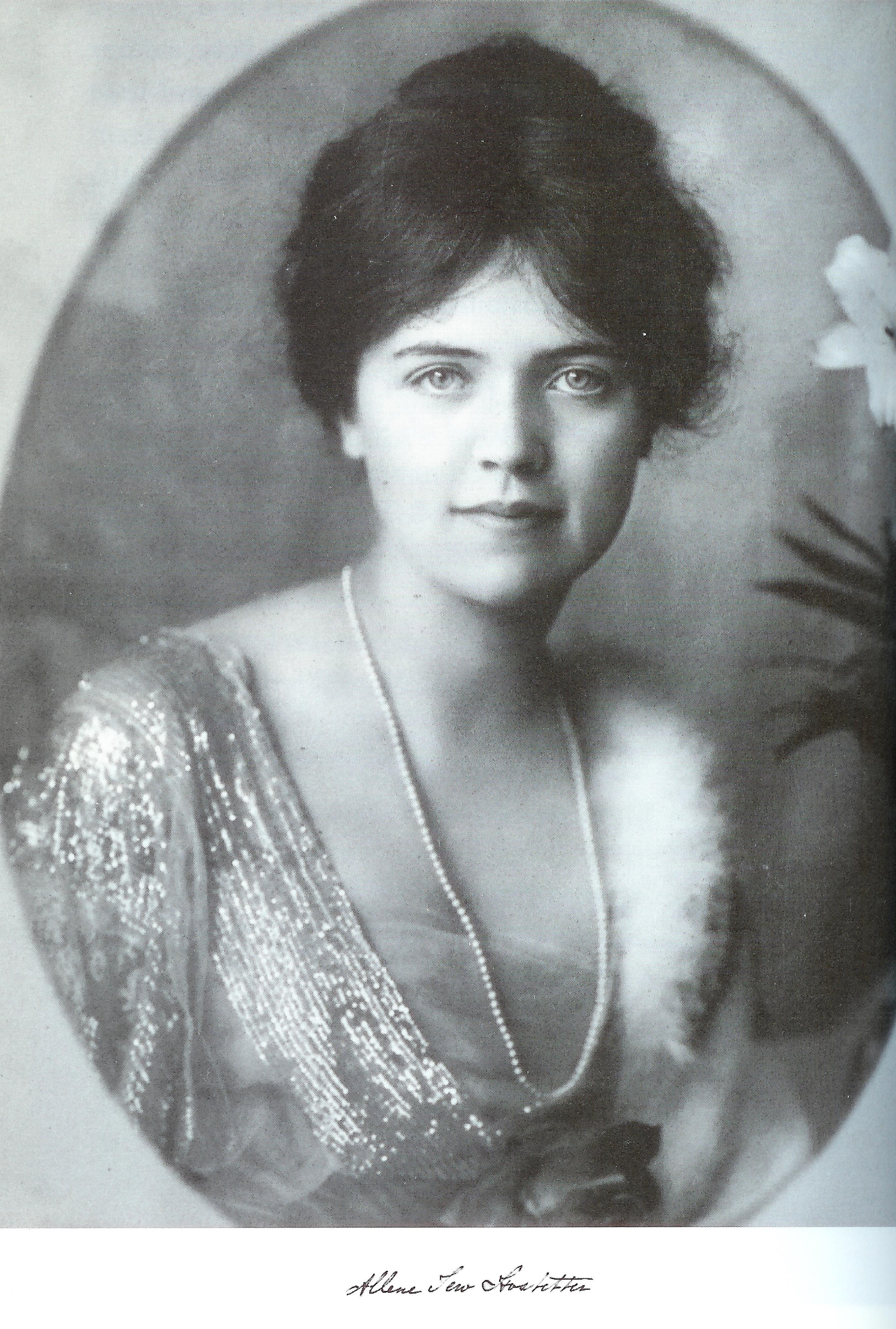
Allene Tew Hofstetter rond 1892.

Allene Tew (Janesville (Wisconsin), 7 juli 1872 — Cap-d'Ail, 1 mei 1955) was een Amerikaanse socialite en, door haar huwelijken, ook Europese aristocrate. Ze was een van de vijf peetouders van prinses Beatrix der Nederlanden. Ze is ook bekend als Allene Kotzebue, naar haar vijfde en laatste echtgenoot.

## Levensloop

### Huwelijken en kinderen
De aantrekkelijke Allene Tew was de dochter van Charles Henry Tew, een bankbediende en lid van de ondernemende familie Tew met een plaatselijke smederij en een rubberfabriek (Goodrich), en Jenette Smith, dochter van een stalhouder. Ze groeide op in Jamestown, New York en trouwde met de schatrijke zakenman Theodore R. Hostetter (1870-1902), erfgenaam van David Hostetter, bankier, spoorwegondernemer en fabrikant van een veel gedronken alcoholische kruidenbitter ("Dr. J. Hostetter's Celebrated Stomach Bitter") met vermeende genezende werking. Met Theodore kreeg ze drie kinderen: Greta Hostetter (1892-1918; gestorven aan de Spaanse griep), Verna Hostetter (1893-1895) en Theodore R. Hostetter jr. (1897-1918; gesneuveld in de Eerste Wereldoorlog).
In 1901, kort voordat haar eerste echtgenoot op 32-jarige leeftijd overleed, scheidde ze van hem vanwege zijn gokverslaving. Ze hertrouwde in 1904 met Morton Colton Nichols (1870-1932), miljonairszoon, effectenhandelaar en gokker, van wie ze een jaar later scheidde. In 1912 trouwde ze in Londen met de welgestelde Anson Wood Burchard (1865-1927), vice-voorzitter van de raad van bestuur van General Electric. Het stel werd vermeld in het Social Register, een register van de Amerikaanse elite. Ze woonden in Manhattan en vanaf 1926 in Parijs.
Burchard overleed in 1927 en Allene Tew bleef achter als een schatrijke weduwe. Ze wijzigde haar geboortejaar in 1876 om minder oud te lijken. In 1929 trad zij in het huwelijk met prins Heinrich XXXIII Reuss zu Köstritz, een zoon van Heinrich VII Reuss zu Köstritz en Marie Anna Alexandrine Sophie van Saksen-Weimar-Eisenach, die via haar moeder Sophie van Oranje-Nassau een nicht was van de Nederlandse koning Willem III. De moeder van Heinrich, prinses Marie, kleindochter van koning Willem II, kwam na het overlijden van de kroonprins Alexander in 1884 enige jaren in beeld als eerste opvolger van koning Willem III en zijn dochter Wilhelmina. Haar echtgenoot was dus een achterneef van koningin Wilhelmina der Nederlanden. Allene Tew en prins Heinrich Reuss zu Köstritz scheidden in 1935. Financieel had zij de beurskrach van 1929 en de daaropvolgende financiële crisis zonder veel kleerscheuren overleefd.
In 1936 trouwde Allene Tew voor de vijfde en laatste maal; deze keer met de twaalf jaar jongere Pavel Pavlovitsj graaf de Kotzebue (1884-1966), waardoor ze vanaf toen ook door het leven ging als gravin De Kotzebue. Graaf de Kotzebue kwam uit een familie met een lange traditie van dienstverlening aan de Russische Hof, was opgeleid op de Pageschool in Sint Petersburg en was een dienaar en na de Russische Revolutie een bewaker geweest van de laatste tsaar Nicolaas II en zijn familie. Later emigreerde De Kotzebue naar Frankrijk. Op 8 augustus 1933 besloot zijn kinderloze neef graaf Dimitri Fjodorovitsj Kotzebue-Pilar von Pilchau, het recht op de titel Graaf de Kotzebue over te dragen aan deze Pavel Pavlovitsj. Het hoofd van het Keizerlijk Huis, grootvorst Vladimir Kirillovitsj van Rusland, gaf toestemming voor deze overdracht van de titel door een brief van 11 januari 1934.

### Peetouder prinses Beatrix

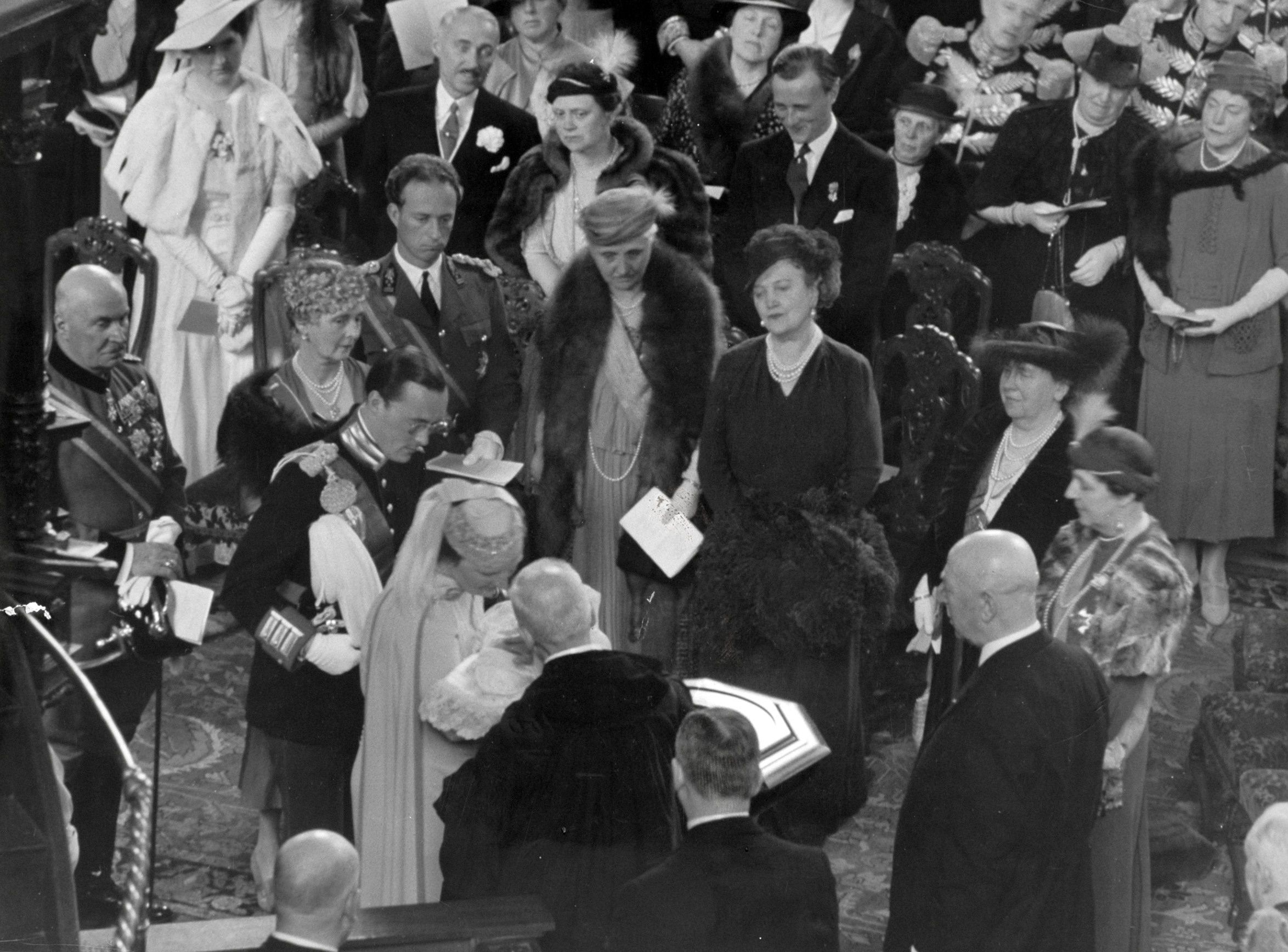
Allene Tew als één van de vijf doopouders van Beatrix (1938)

Tew was door haar vierde huwelijk niet alleen verre familie van de Nederlandse koninklijke familie, ze was ook bevriend met haar buurvrouw in Duitsland Armgard von Cramm, de moeder van prins Bernhard van Lippe-Biesterfeld. Bernhard, die haar tante Allene noemde, woonde bij haar in toen hij in de jaren dertig in Parijs stage liep bij een dochteronderneming van het Duitse bedrijf IG Farben. Hij was aanwezig bij haar huwelijk met graaf De Kotzebue. Bernhards moeder zou over Tew vertellen dat elke wens van Bernhard voor haar een bevel was en ze zou zich tegenover hem hebben gedragen alsof hij haar eigen zoon was. Bernhard verongelukte bijna met een van haar auto's op de terugweg van haar huwelijk met graaf De Kotzebue. Ze was een van degenen die Bernhard vertegenwoordigde bij de onderhandelingen met koningin Wilhelmina en de Nederlandse ministers van Buitenlandse en Binnenlandse zaken over de huwelijksvoorwaarden voor de echtverbintenis van Bernhard met kroonprinses Juliana der Nederlanden. Ze was met haar man aanwezig op hun huwelijksfeest in januari 1937 in Den Haag en werd een van de vijf peetouders van hun oudste kind Beatrix.

## Citaten
Allene Tew kwam vele tegenslagen te boven. Van haar mentaliteit getuigen haar citaten

Courage all the time!

If one has the will and the persistence, one can DO things.

Take life as easy as you can, health is the best of all gifts.

## Biografie
- Annejet van der Zijl: De Amerikaanse prinses, Amsterdam: Querido, 2015. ISBN 978 90 214 00747.